# Метов, Кай
Кайрат Ерденович Ме́тов, более известный зрительской аудитории как Кай Ме́тов (род. 19 сентября 1964, Караганда) — советский и российский певец, автор-исполнитель, композитор. Заслуженный артист Российской Федерации.

## Биография
Родился 19 сентября 1964 года в Караганде, куда по распределению после университета был направлен его отец. Вскоре семья переехала в Алма-Ату, где Метов, имея абсолютный музыкальный слух, поступил в республиканскую музыкальную школу по классу скрипки. После побед на республиканских детских музыкальных конкурсах продолжил учёбу в Центральной Музыкальной Школе при Московской государственной консерватории, где получил средне-специальное образование (1982). В течение двух лет проходил службу в бригаде охраны Министерства обороны (1982—1984), где в свободное время был сначала активным участником, а затем музыкальным руководителем ВИА «Молодость».
После окончания службы приступил к творческой деятельности в качестве солиста-инструменталиста, работая в различных музыкальных коллективах (первое место работы — Тамбовская областная филармония). Параллельно он приобретает опыт работы звукорежиссёром и аранжировщиком.
В 1991 году Метов записал свои первые песни («Мама! Я хочу быть пионером», «Битое стекло»). С этого момента у него началась сольная карьера автора-исполнителя. В 1993 году вышел дебютный альбом Position № 2 с одноимённым хитом, который стал визитной карточкой певца. Успех закрепил следующий альбом с хитом «Вспомни меня». С тех пор артист стал много гастролировать.
Имеет высшее юридическое образование (РГСУ, 2003). В 2013 году окончил ГИТИС по специальности актёр драматического театра и кино.
В 2003 году Кай Метов написал мелодию к песне «Роза чайная» для дуэта Маши Распутиной и Филиппа Киркорова, ставшую популярной.
В декабре 2015 года компания United Music Group выпустила на CD и LP альбом лучших песен Кая Метова за 1993—2015 гг. в новом звучании «Лучшие хиты», а также сингл «Давай, вставай!» (муз. и сл. К. Метов).
Снимался в сериалах «И тогда придут другие», «Особенности национальной маршрутки», «Ресторан по понятиям», «Ресторан по понятиям 2», «Евгенич 2», «Сестры 2», «Инспектор Гаврилов», в полнометражном фильме «Реально-нереальная история».
В 2023 году принял участие в телешоу «Суперстар. Возвращение.4 сезон».

## Дети
- Дочь Кристина (род. 1987) — балерина, хореограф.
- Дочь Анастасия (род. 1996) — студентка (по сост. на 2015 год)[4].
- Сын Рик (род. 1998)[4].
- Внучка Кана-Мария (род.2017)

## Дискография

### Студийные альбомы и синглы
- 1993 — «Position № 2»
- 1995 — «Снег моей души»
- 1996 — «Тебя со мною рядом нет»
- 1997 — «Где-то далеко идут дожди»
- 2004 — «Слишком близко, почти рядом»
- 2009 — «Что б ты делала, родная, если б не было меня»
- 2013 — «Для тебя и о тебе»
- 2014 — «Особенности национальной маршрутки»
- 2017 — «Негромко о сокровенном»
- 2018 — «Меня накрыло волной» (сингл)
- 2020 — «Я Кай» (сингл)
- 2022 — «Московский шнифер» (OST «Динозавр-3»).
- 2023 — «Как долго я тебя искал» (сингл)
- 2023 — «Ангелы и вороны» (сингл)
- 2023 — «Грустный дэнс» (cover, OST «Сёстры-2»).

## Телевидение
- Телесериал «След» — серия «Непорочное насилие», Семен Ковин, отец Егора Ковина.
- Телесериал «ОСА» — 13 серия «Любовь до гроба», Петр Ильич Краснов, врач-психиатр.
- Телесериал «Ресторан по понятиям» — 8 серия первого сезона, 5 серия второго сезона, камео.
- Телесериал «Сёстры» — 10 серия второго сезона, камео.